# Татарская слобода (Елабуга)
Татарская слобода (тат. Татар бистәсе) — один из исторических районов города Елабуги. Занимает четыре квартала сгруппированных вокруг пересечения улиц Московской и Г. Тукая (в прошлом ул. Татарская).

## История
В 1794 году служилые татары д. Старый Юраш братья Альметьевы записались в елабужское купечество . Этот год считается годом зарождения современной Татарской махалли (общины) и годом возрождения ислама в г. Елабуге. В то время в Елабуге не было специального отведенного места для проживания лиц татарской национальности. В 1846 год Николай I утвердил новый генеральный план г. Елабуги на котором было предусмотрено место для поселения «лиц магометанского закона». В 1855 году началось заселение этой территории. В 1869 году, на единственной в Елабуге восьмиугольной площади, которая размещалась в Татарской слободе была построена Соборная мечеть.

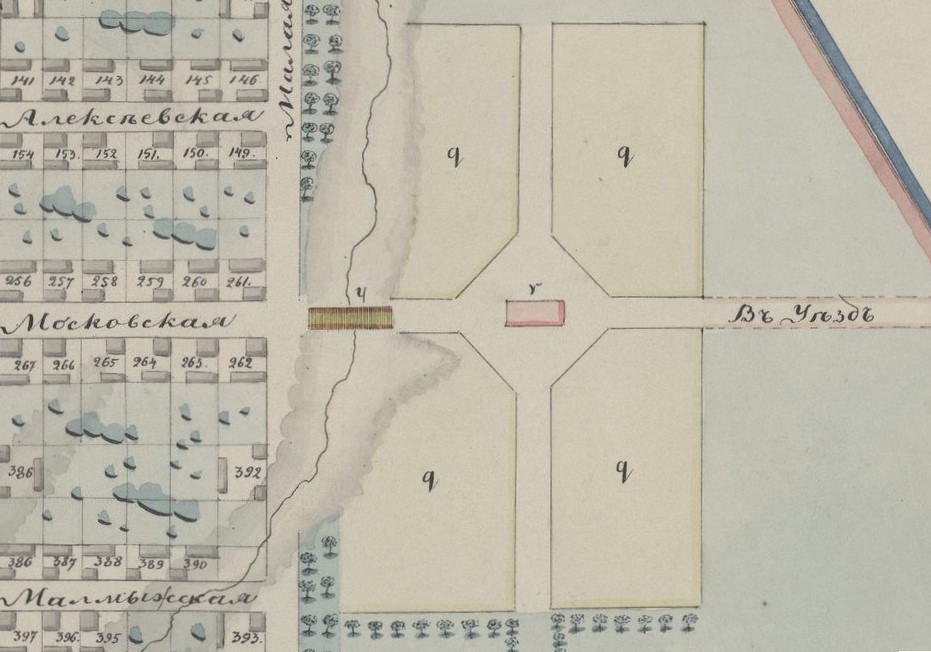
Fragment of the general plan of Yelabuga (1846)

## Объекты культурного наследия
На территории Татарской слободы имеется три объекта культурного наследия республиканского значения:
- Жилой дом, середина XIX в. (ул. Тукая, 25),
- Жилой дом, 1850-е гг. (ул. Тукая, 27),
- Административное здание ремесленного училища, II половина XIXв. (ул. Московская, 197).

Некоторые краеведы считают, что здание, расположенное по адресу ул. Московская, 197 до революции являлось жилым домом и принадлежало елабужскому купцу Гирбасову.